# Iso-Rummukka
Iso-Rummukka eller Iso Rummukkajärvi är en sjö i Finland. Den ligger i kommunen Heinävesi i landskapet Södra Savolax, i den sydöstra delen av landet, 300 km nordost om huvudstaden Helsingfors. Iso-Rummukka ligger 91,5 meter över havet. Arean är 2,66 kvadratkilometer och strandlinjen är 20,86 kilometer lång. Sjön  ingår i Vuoksens huvudavrinningsområde.   I omgivningarna runt Iso-Rummukka växer i huvudsak barrskog.